# パッセージ (ラジオ番組)
Passage　＜パッセージ＞（ぱっせーじ）は、Date fmで月曜から木曜午前に生放送していたラジオ番組である。2011年3月31日終了。

## 放送時間
- 月曜～木曜 9:00～11:00（JST）

2009年9月までは～11:55

## パーソナリティ
| 期間      | 期間      | 月曜・火曜 | 水曜・木曜 |
| --------- | --------- | ---------- | ---------- |
| 2001.4.2  | 2009.4.2  | 二瓶由美   | 黒田弘子   |
| 2009.4.6  | 2009.10.1 | 吹谷しのぶ | 黒田弘子   |
| 2009.10.5 | 2011.3.31 | 黒田弘子   | 黒田弘子   |

## コーナー
（9時台）
- 9:00 オープニング
- 9:05 井ケ田Pure Green
- 9:15 Close-up
- 9:35 Weather
- 9:40 Date-FM MEGA PLAY
- 9:45 JOYFUL SENDAI（仙台市からのお知らせ）
- 9:55 FUJISAKI Precious Voices

（10時台）
- 10:10 FMラジオショッピング
- 10:15 MUSIC BOX
- 10:25 Weather
- 10:35 Around the Miyagi（宮城県からのお知らせ）
- 10:40 Date-FM MEGA PLAY
- 10:50 Date-FM TRAFFIC（交通情報）